# カンチェンゾンガ国立公園
カンチェンゾンガ国立公園（カンチェンゾンガこくりつこうえん、Khangchendzonga National Park）は、インドのシッキム州にある国立公園であり、ネパール語でカンチェンジュンガと呼ばれる世界3位の高峰（8,586 m）の、インド領内の一帯を対象としている。カンチェンゾンガ生物圏保護区（Khangchendzonga Biosphere Reserve）として生物圏保護区にもなっている。旧表記はカンチェンジュンガ国立公園（Kanchenjunga National Park）で、日本では現在名のKhangchendzonga National Park に対してもその名で表記されることがある。シッキム人の山岳信仰などの自然崇拝の体系とチベット仏教の伝統、多様な地形を含む自然景観および山岳生態系の高い生物多様性により、2017年7月17日にUNESCOの世界遺産リストに登録され、インドの世界遺産では初の複合遺産となった。
この公園はヤルン、タルン、カンチェンジュンガ、ゼムなど多くの氷河を擁しており、ジャコウジカ、ユキヒョウ、ウンピョウ、ヒマラヤタールなどが棲息している。

## 地理

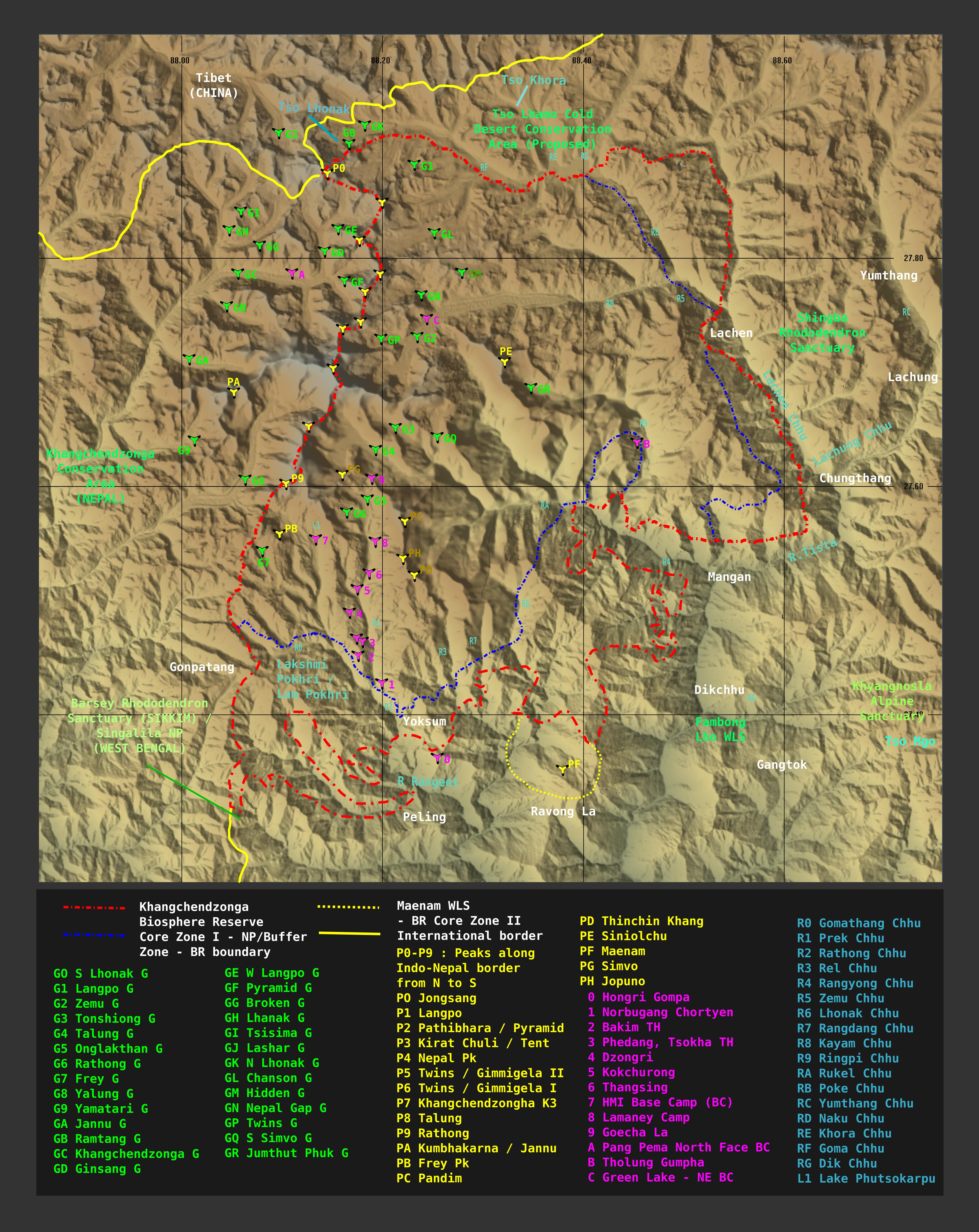
カンチェンジュンガ生物圏保護区およびカンチェンゾンガ国立公園の保護地域の地図

カンチェンゾンガ国立公園はシッキム州の北シッキム県および西シッキム県に位置する。その標高は1,829メートル (6,001 ft)から8,550メートル (28,050 ft)以上になり、その標高はインドの国立公園群の中でも高い部類に属する。国立公園の設立は1977年のことであり、約850 km2が対象となったが、1997年には範囲が拡大され、1784 km2となった。
カンチェンジュンガは国境をまたぐ高峰であり、北を中国・チベット自治区のチョモランマ自然保護区（Qomolangma National Nature Preserve）、西をネパールのカンチェンジュンガ保全地域（Kanchenjunga Conservation Area）に接している。
区域内には山、氷河、モレーン、谷、ガリ、鞍部、河岸段丘、湖、平野など、多様な地形がある。西部のカチョエドパルリ湿地（Khachoedpalri wetland）は2024年、ラムサール条約に登録された。

## 植物相
公園の植生には、オーク、モミ、カバノキ、カエデ、ヤナギなどで構成される温帯広葉混交樹林（Temperate broadleaf and mixed forests）が含まれるほか、標高が高くなると薬草・ハーブ類を含む高山性の草木も見られる。約30種のツツジがあるほか、ラン科アリドオシラン属の Myrmechis bakhimensis 、シソ科の Craniotome furcata var. sikkimensis と Craniotome furcata var. ureolata 、セリ科の Cortiella gauri などの新種も生えている。
近絶滅種、絶滅危惧種、危急種のいずれかに分類される植物は全部で19種が生育している。

## 動物相
公園内では、哺乳類124種、鳥類300種、爬虫類5種、魚類8種が確認されている。
公園の哺乳類としては、近絶滅種のチベットオオカミ、絶滅危惧種のヤマジャコウジカ、ユキヒョウ、ドール、レッサーパンダ、危急種のツキノワグマ、ウンピョウ、近危急種のヒマラヤタール、アジアゴールデンキャット、インドジャコウネコ、ソメワケクサビオモモンガのほか、スマトラカモシカ、ジャッカル、ベンガルヤマネコ、ジャングルキャット、バーラル、ヒョウ、ゴーラルなど、2種の霊長類、4種のナキウサギやソメワケクサビオモモンガを含む数種の齧歯類が棲息している。
とりわけ研究の結果、この地域のドールがきわめて希少であることが明らかにされた。このカンチェンジュンガ生物圏保護区に棲息するドールは、希少であり、かつ遺伝学的に区別される亜種 C. a. primaevus に属すると考えられている。

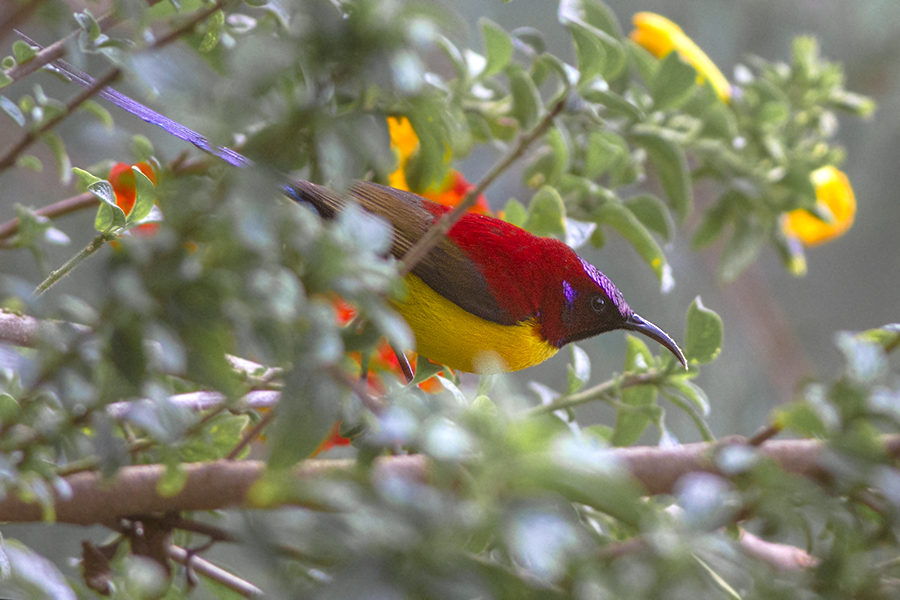
国立公園内のキゴシタイヨウチョウ

鳥類については、バードライフ・インターナショナルの重要野鳥生息地になっているが、世界的に見ても特に標高が高い部類に属する選定地となっている。見られるのは危急種のオグロヅルのほか、ベニキジ、ニジキジ、ヒオドシジュケイ、ハイイロジュケイ、アオバト、ユキバト、ミサゴ、チベットセッケイ、タイヨウチョウ、ヒゲワシ、ヒマラヤハゲワシ、ミドリテリカッコウなどである。また、アカハジロなどのヒマラヤ山脈を横断する渡り鳥の生息地と休憩地でもある。
2016年にはツグミ科の新種であるヒマラヤトラツグミ（Zoothera salimalii）が発見された。

## 人の関わりの歴史
公園内にはいくらかのレプチャ人の集落が存在し、ブティヤ人もいる。国立公園の緩衝地域に位置するゴンパの一つであるトルン僧院（トルン・ゴンパ、Tholung Monastery）は、シッキムで特に神聖な僧院の一つと見なされている。
カンチェンジュンガは古くからの崇拝の対象であり、その地形の数々が地元の神話にも投影され、チベット仏教の伝来後も地域における文化的重要性が失われることはなかった。

## 世界遺産
2002年の国際自然保護連合（IUCN）の報告書では、今後世界遺産になりうる世界の28の山が挙げられており、カンチェンジュンガ山はその一つに数えられていた（ただし、インド領内のみでなく、ネパール、中国にまたがる範囲について）。インド政府がカンチェンゾンガ国立公園を 世界遺産の暫定リストに記載したのは2006年3月15日のことで、2015年1月31日には世界遺産センターへ正式な推薦書を提出した。これに対し、世界遺産委員会の文化遺産部門の諮問機関である国際記念物遺跡会議（ICOMOS）は、富士山-信仰の対象と芸術の源泉（日本の世界遺産）、パパハナウモクアケア（アメリカ合衆国の世界遺産）などの他の自然の聖地と比較しても、その環境や崇拝形態の違いから顕著な価値を認められるとして「登録」を勧告した。また、ヒマラヤ山脈では既に大ヒマラヤ国立公園（インドの世界遺産）、サガルマータ国立公園（ネパールの世界遺産）などが世界遺産に登録されていたが、自然遺産部門の諮問機関であるIUCN は、それらを踏まえても固有の自然美や生物多様性に顕著な価値を認められるとして登録を勧告した。
2016年の第40回世界遺産委員会では、勧告通りに世界遺産リストへの登録が認められた。インドの世界遺産は同じ年に登録されたナーランダ僧院も含めてアジア2位の35件となったが、複合遺産の登録はこれが初めてのことである。
なお、IUCNは将来的にネパールのカンチェンジュンガ保全地域への拡大登録への期待も表明しており、それは委員会決議の付帯事項にも盛り込まれた。

### 登録基準
この世界遺産は世界遺産登録基準のうち、以下の条件を満たし、登録された（以下の基準は世界遺産センター公表の登録基準からの翻訳、引用である）。
- (3) 現存するまたは消滅した文化的伝統または文明の、唯一のまたは少なくとも稀な証拠。
- (6) 顕著で普遍的な意義を有する出来事、現存する伝統、思想、信仰または芸術的、文学的作品と直接にまたは明白に関連するもの（この基準は他の基準と組み合わせて用いるのが望ましいと世界遺産委員会は考えている）。
- (7) ひときわすぐれた自然美及び美的な重要性をもつ最高の自然現象または地域を含むもの。
- (10) 生物多様性の本来的保全にとって、もっとも重要かつ意義深い自然生息地を含んでいるもの。これには科学上または保全上の観点から、すぐれて普遍的価値を持つ絶滅の恐れのある種の生息地などが含まれる。

なお、文化遺産の基準について、インド当局が推薦していたのは基準 (3) のみだったが、ICOMOS が基準 (6) も適用すべきことを勧告し、これが委員会でも採択された。